# Кухонне начиння

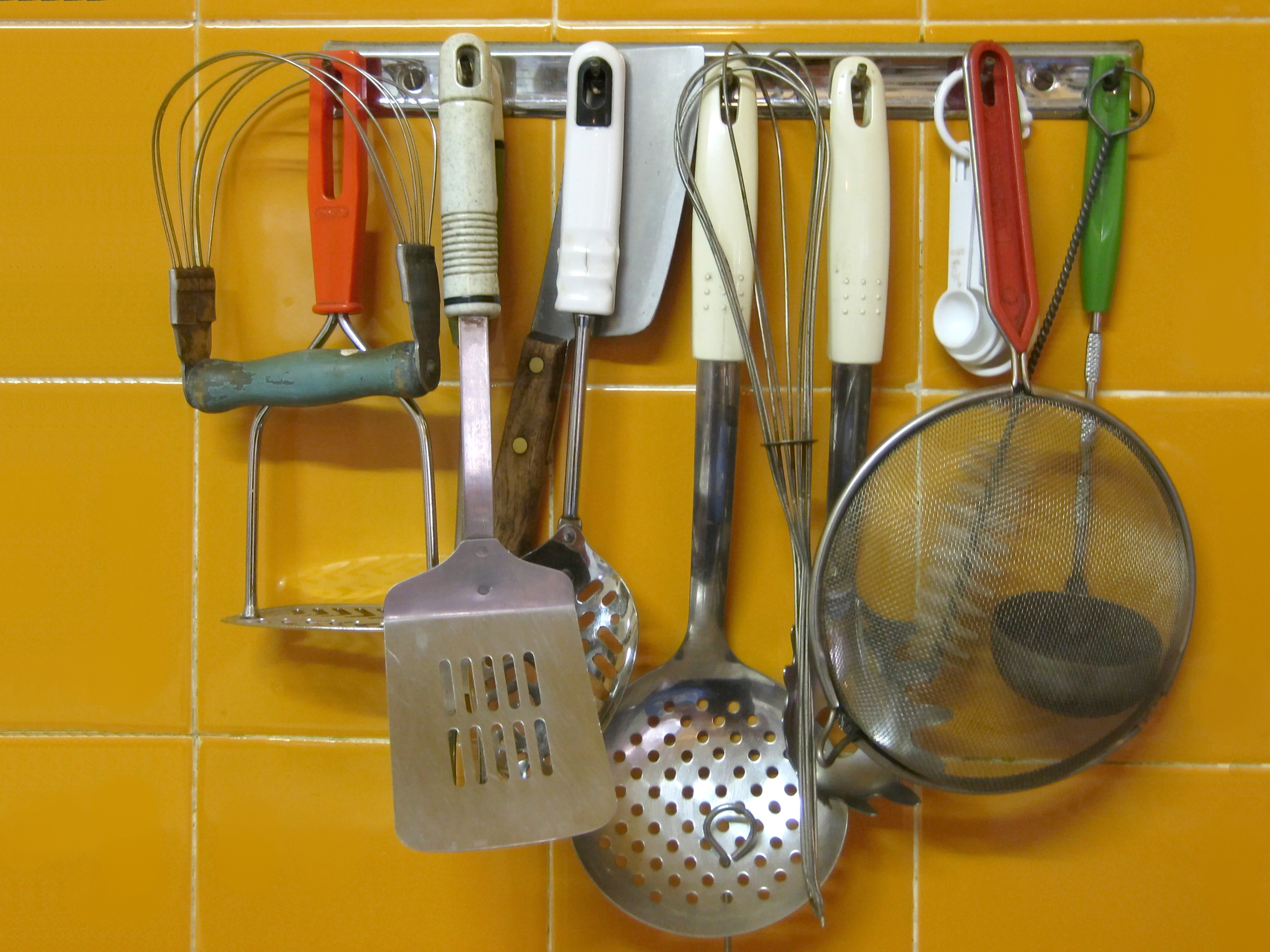

Кухонне начиння (Кухонні прилади)— ручні, як правило, невеликі інструменти і посуд, який використовується на кухні для різних операцій, пов'язаних з приготуванням, нагріванням їжі

## Загальний опис
Кухонне начиння включає в себе варильні посудини, такі як каструлі та сковорідки, призначені для використання на плиті або на пальнику. Вони також можуть призначатися для використання всередині духовки.
Вибір матеріалу для кухонного начиння робить істотний вплив на продуктивність (і вартість) виробів, особливо з точки зору теплопровідності і того, скільки продуктів прилипає до предмету при використанні. Деякі варіанти матеріалів також вимагають спеціальної попередньої підготовки поверхні, перш ніж вони будуть використовуватися для приготування їжі.
Деякі види кухонного начиння використовуються як для приготування їжі, так і для випікання в духовці (а іноді можуть бути також столовими приладами або столовим приладдям).
І посудина, і ручка кришки можуть бути виготовлені з одного матеріалу, але через це ручка може бути гаряча. Щоб уникнути цього, ручки можуть бути виготовлені з нетеплопровідних матеріалів, наприклад, бакеліта, пластику або дерева. Порожні ручки важко чистити або сушити.
У хорошого дизайну каструлі є «край переварювання», на якому лежить кришка. Кришка має край, який запобігає капанню конденсату при поводженні з кришкою (зняття та утриманні її під кутом 45°) або її опусканні.
До кухонного начиння частково належать столовий посуд та столові прилади. Деякі предмети кухні використовуються і як допоміжні інструменти для їдальні.
Для позначення кухонного та столового посуду часто використовують назви матеріалів, з яких він виготовлений, наприклад, «кераміка», «срібло», «скло», «кришталь».

## Типи
Кухонний посуд охоплює широкий спектр інструментів. Деякі найпоширеніші предмети кухонного посуду:
- Каструля
- Казан
- Рондель
- Сковорода
- Сковорода для гриля
- Скороварка
- Пароварка
- Чайник
- Лоток
- Виїмки для тіста
- Форма для випічки
- Деко
- Консервний ніж
- Стільничка
- Кавоварка
- Друшляк
- Міксер
- Френч-прес
- Яйцерізка
- Електричний змішувач
- Прес для часнику
- Тертка
- Кухонні ножиці
- Мірний стаканчик
- Мірна ложка
- М'ясорізка
- Чаша для змішування
- Картоплечистка
- Млинок для перцю
- Товкачка
- Качалка
- Кулінарна лопатка
- Ополоник
- Шпатель
- Шатківниця
- Відбивний молоток
- Сито
- Таймер
- Щипці
- Віничок для збивання
- Відкривачка, штопор та консервний ніж
- Вок
- Копистка
- Столові прибори — виделки, ложки та ножі тощо
- Посуд — тарілки, стакани тощо

## Історія

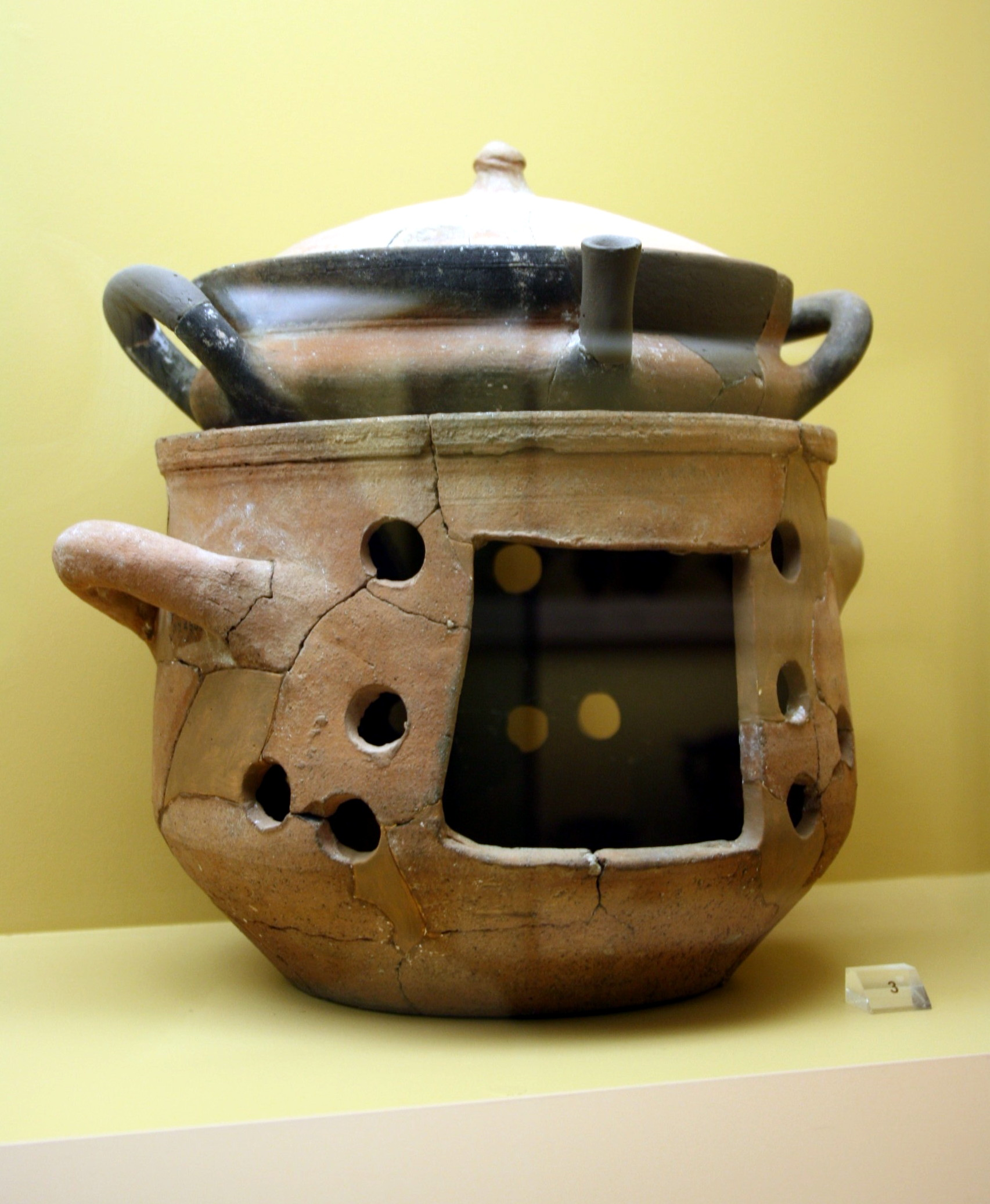
Давньогрецька посудина 6-4 століть до н. е., зберігається в Афінах.

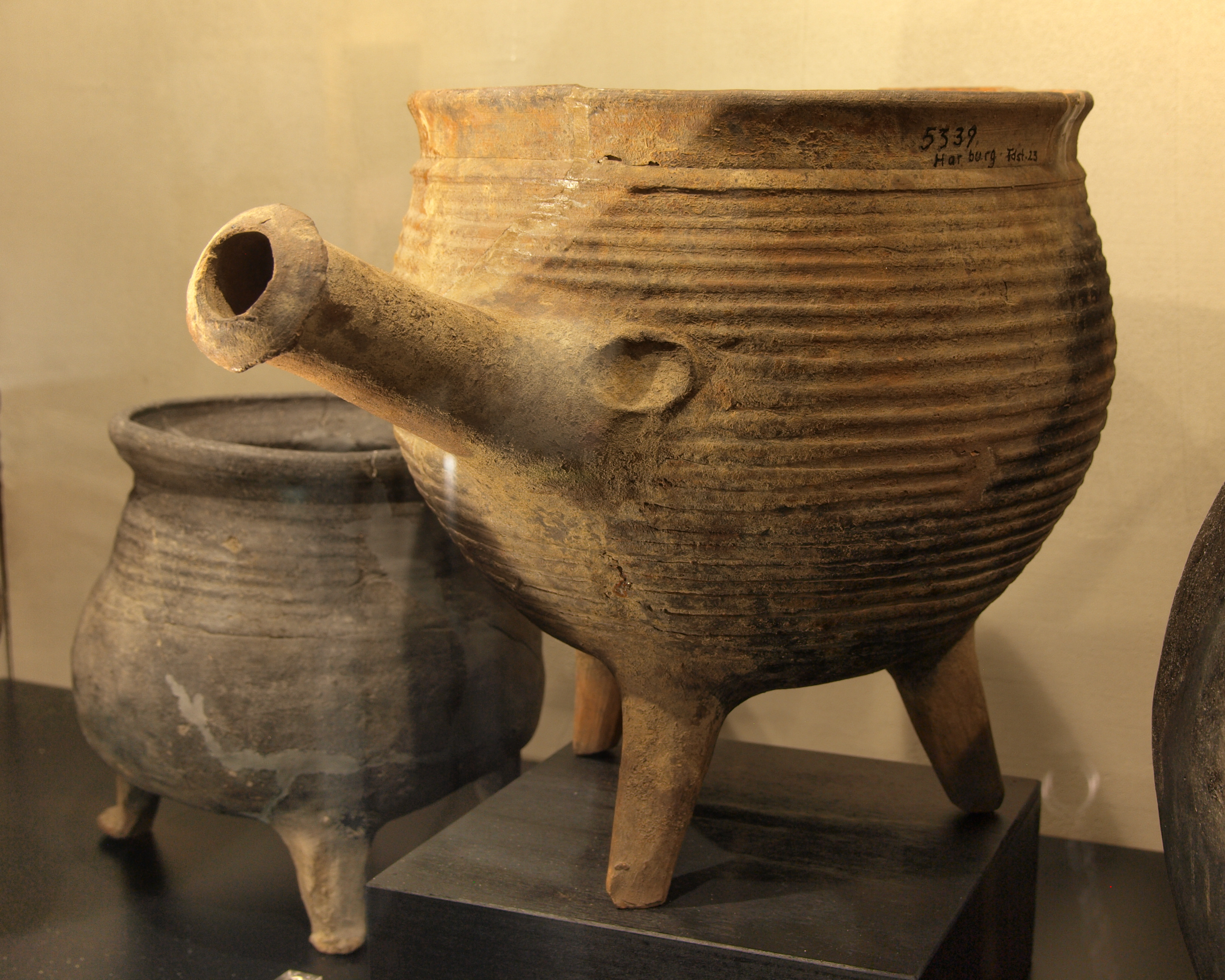
Два глиняних горщика для готування з давнього Гамбургу (1200—1400)

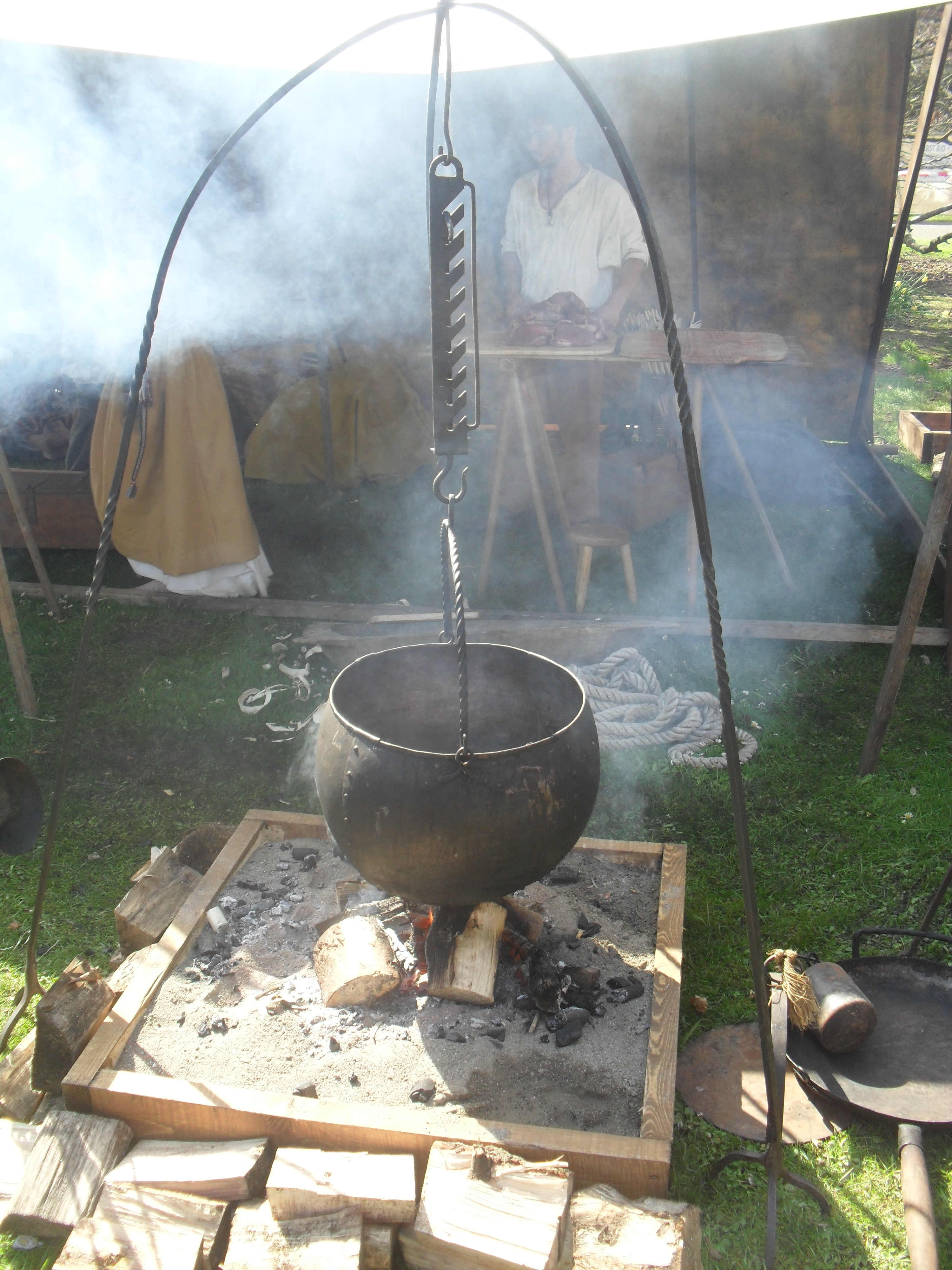
Скандинавська посудина

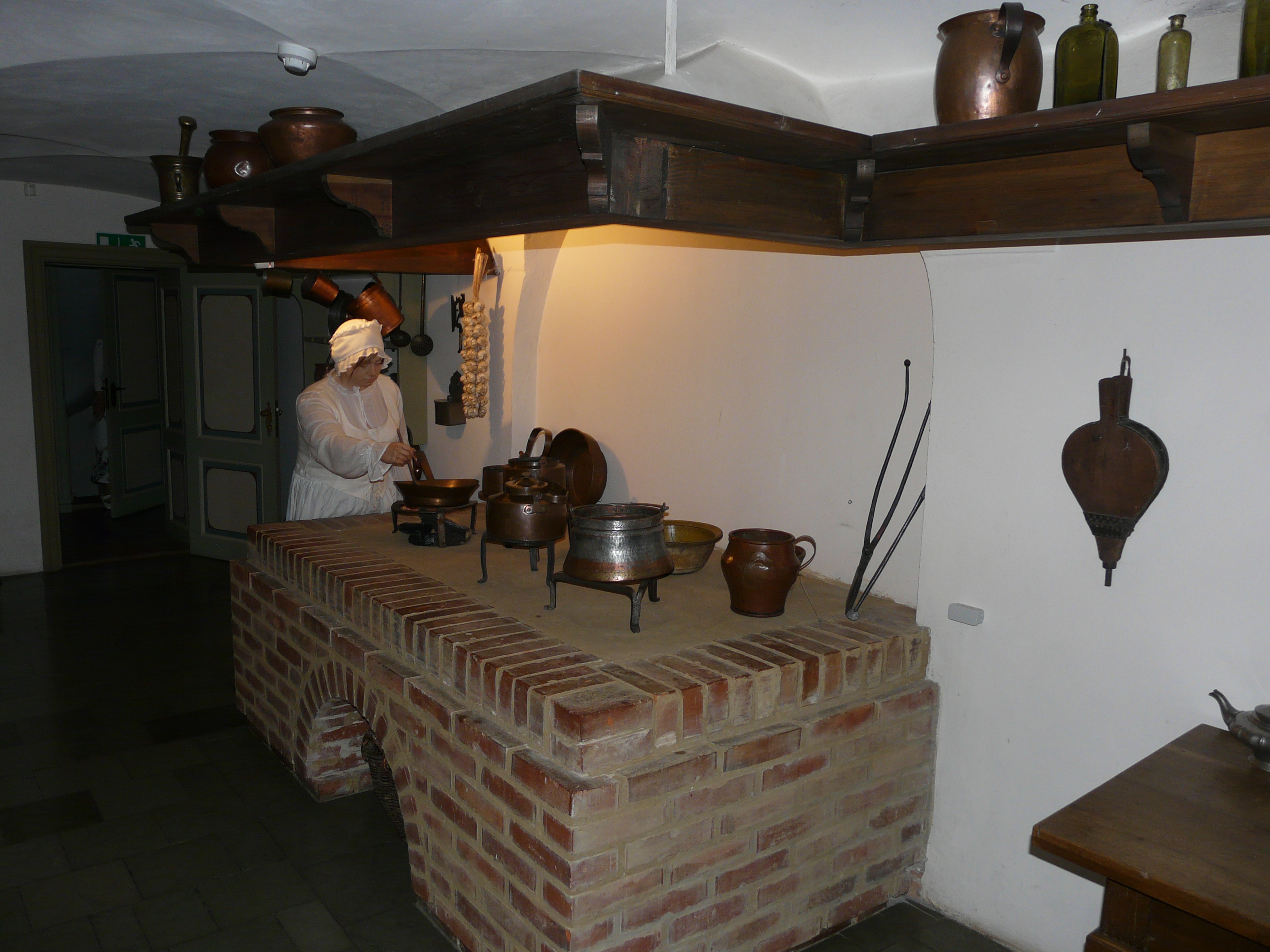
Кухня в Гданську, Польща.

Історія кухонного начиння до розвитку гончарної справи мала через обмежені археологічні свідчення. Це в основному був посуд для приготування їжі і по-різному оброблені палиці (які служили, як столові приладдя). Найбільш ранні гончарні посудини були виявлені в печері Сяреньдунь, Цзянсі, Китай. Глиняний посуд, можливо, використовувався як кухонне начиння мисливцями-збирачами. Археолог Гарвардського університету Офер Бар-Йосеф повідомив: «Коли ви дивитеся на ці горщики, ви бачите, що вони були у вогні». Серед перших методів приготування їжі, які, як вважається, використовувалися цивілізаціями кам'яної доби, були поліпшеннями для базового обсмажування.
Великою проблемою був спосіб кип'ятити воду. Люди, які не мали доступу до природних джерел гарячої води, поміщали нагріті камені в посудину, наповнену водою. У багатьох місцях мушлі черепах або великих молюсків служили матеріалами для водонепроникних посудин для приготування їжі. Бамбукові труби, запечатані з кінця глиною, забезпечували придатне для використання начиння в Азії, в той час як жителі долини Теуакан почали вирізати великі кам'яні чаші, які були назавжди встановлені в осередок ще з 7000 року до нашої ери.
Згідно з даними Франка Гамільтона Кушинга, індіанські кулінарні кошики, використовувані народом зуні, зроблені зі спеціально витканих сітчастих оболонок. Він повідомив, що в 1881 році став свідком використання кошиків для приготування їжі. «Кошики для випалу, покриті глиною, будуть заповнені деревним вугіллям і продуктом, що підлягають обсмажуванню. Коли випалена таким чином глина відділяється від кошика, вона сама стає придатною для використання як глиняна сковорода». Це вказує на стійкий прогрес — від використання тканих кожухів для гарбуза до водонепроникних кошиків для приготування їжі і керамічних посудин. На відміну від багатьох інших культур, корінні американці використовували і продовжують використовувати джерело тепла всередині посуду.
Розробка кераміки дозволила створити вогнетривкі варильні посудини різних форм та розмірів. Покриття глиняного посуду рослинною смолою певного типу і більш пізньої глазурі перетворило всі пористі контейнери у водонепроникні посудини. Потім глиняний кухонний посуд підвішували над вогнем або навіть поміщали на слабкий вогонь або вугільний шар. Кераміка, однак, погано проводить тепло, тому їжа в керамічних каструлях повинна готуватися при відносно низьких температурах і протягом тривалих періодів часу. Однак більшість керамічних горщиків трісне, якщо їх використовувати на плиті, і вони призначені тільки для духовки.
Розвиток навичок металообробки з бронзи і заліза дозволив виготовляти кухонний посуд з металу, хоча прийняття нового посуду було повільним через набагато більшу вартість. Після розробки металевого посуду в посуді було мало нових розробок: стандартна середньовічна кухня використовувала котел і неглибоку керамічну сковороду для більшості кулінарних завдань, а рожен використовувався для жарення.
До 17-го століття в західній кухні стало звичайною справою наявність декількох сковорідок, дечок, чайника та декількох каструль, а також різних гачків та підставки для горщиків. Мідні або бронзові посудини були поширені в Азії та Європі, в той час як залізні горщики були поширені в американських колоніях. Удосконалення в металургії в 19 і 20 століттях дозволили економічно вигідно виробляти каструлі та сковорідки з металів, таких як сталь, нержавіюча сталь та алюміній.

## Різноманітність кухонного начиння

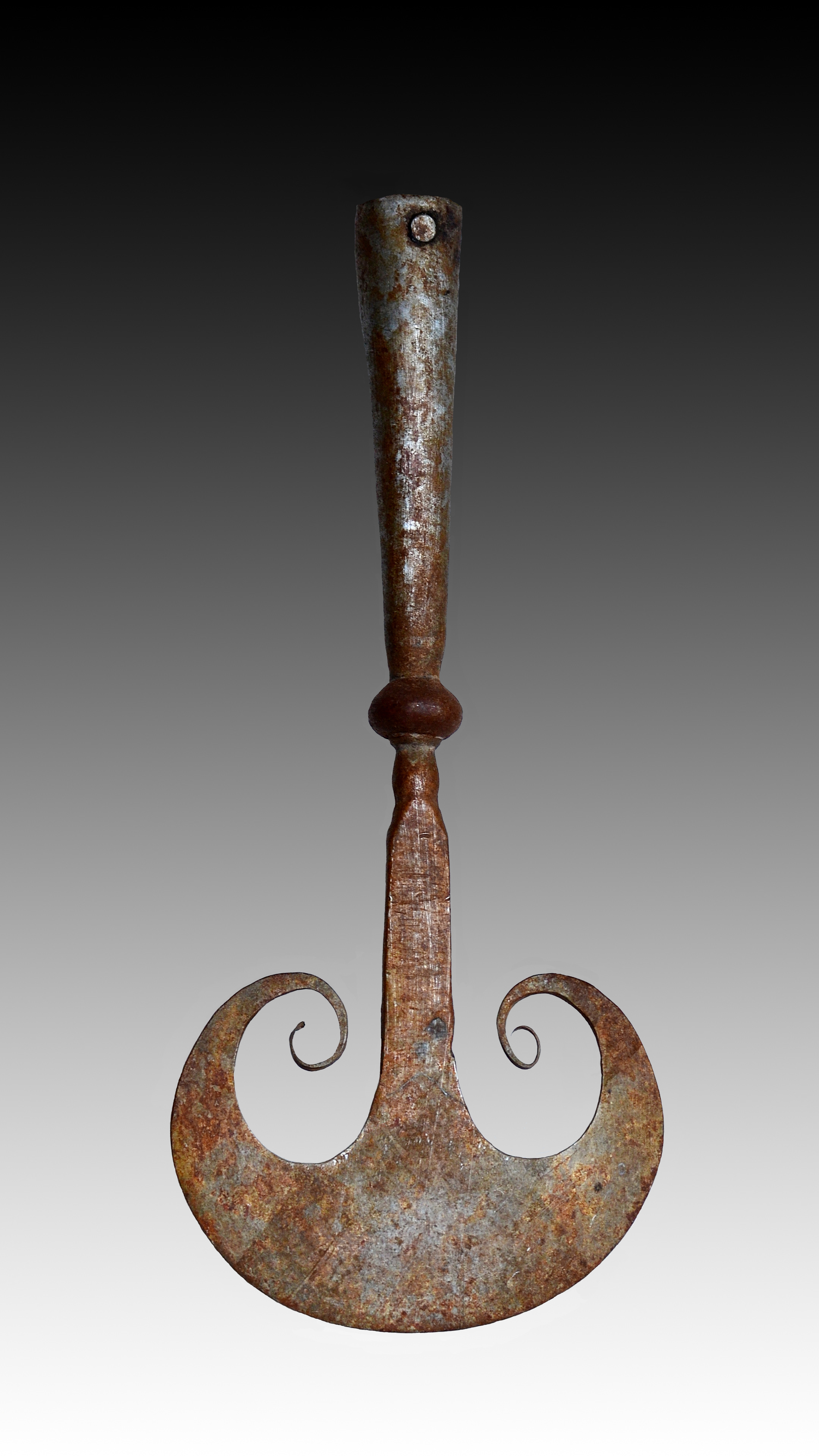
Сікачка для рубки капусти в Російській імперії

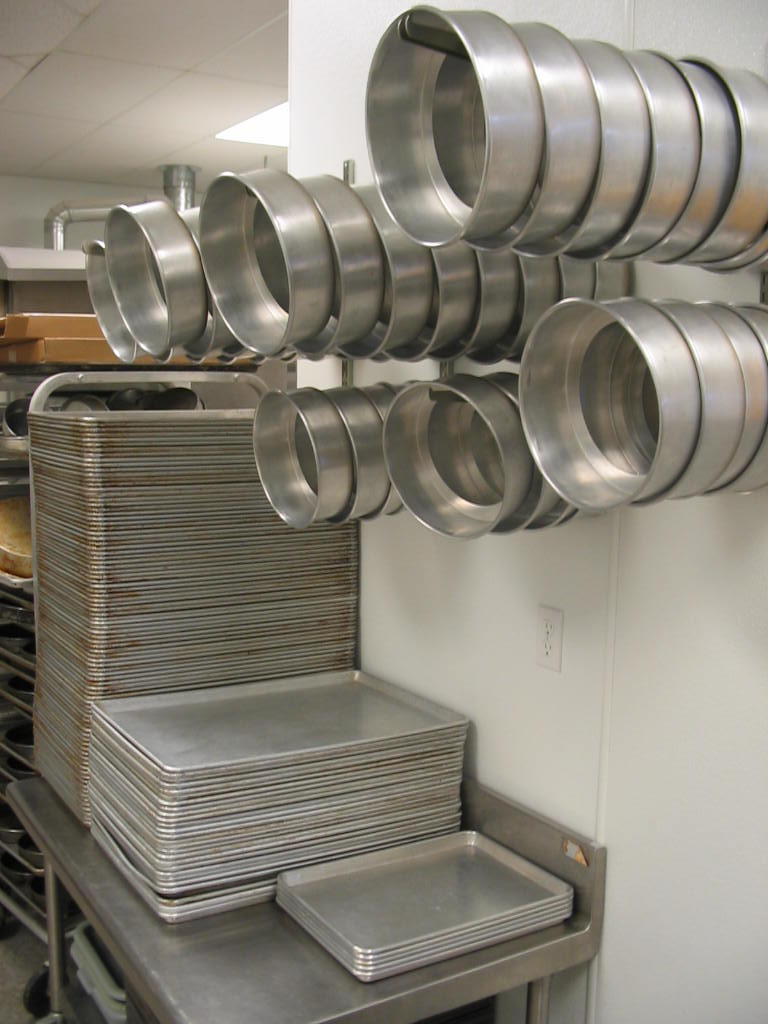
Каструлі

Автор книги  «Of the culinary utensils of the ancients» Ізабелла Бітон помітила, що кухонне начиння різних цивілізацій дивно схоже.
Археологи та історики вивчали кухонне начиння, яке використовували в минулі століття. Знайдено свідоцтва, що в середині першого тисячоліття н. е. в єврейських сім'ях були кам'яні мірні чаші, широкогорлі посудини для води meyḥam, котли без кришки kederah, сотейники з кришками ' ilpas, баки для води yorah таі kumkum, глибока і дрібна сковороди teganon, скляне блюдо iskutla, керамічна миска tamḥui, миска для хліба keara, графин kiton для холодної води, якої розбавляли вино, а також глечик для вина lagin.
Збереглися інвентарні записи про кухонне начиння, зроблені в Лондоні в XIV столітті, зокрема, судові архіви містять зроблені коронером описи майна. Згідно з цими документами, мало хто взагалі володів кухонним начинням, лише в сімох описах знайдені предмети посуду. Найпоширенішим предметом був мідний котел, який був в складі майна одного вбивці, заарештованого в 1339 році, був оцінений в три шилінги. У другій половині XIX століття в штаті Міннесота дехто Джон Норт, згідно таких записів, володів дуже хорошою качалкою і лопаткою для пудингу, зробленими власноруч, а ветеран Громадянської війни — ножем для хліба, викованим з багнета. Сім'я шведських іммігрантів привезла з собою литі срібні ножі, виделки та ложки, а їх мідний і латунний посуд, розвішаний по стінах, був відполірований до дзеркального блиску.
У XIX столітті науково-технічний прогрес ознаменувався появою багатьох пристроїв, що зберігають працю людини, в тому числі на кухні. Марія Парлоа в книзі «Cook Book and Marketing Guide listed a minimum» перерахувала набір з 139 предметів кухні, без яких сучасна кухня не могла вважатися належно обладнаною.
Розширення асортименту предметів кухні, які є у продажу, можна простежити за списками рекомендованого обладнання, що містяться в книгах з домогосподарства. У 1828 році Френсіс Паркес рекомендувала невеликий набір найнеобхіднішого. У 1858 Елізабет Патнем в кулінарній книзі для молодих господинь «Mrs Putnam's Receipt Book and Young Housekeeper's Assistant» висловила припущення, що її читачі вже мають «звичайне кількість посуду», до того ж до якого вона порадила придбати такий комплект:
Мідні каструлі зручної форми з кришками різних розмірів — від 3 до 6, каструлю для супу з плоским дном, вертикальну решітку, сталеві листи замість жерстяних, гридль, пароварка, кавник або кавоварка, бляшані банки для зберігання кави та чаю, оббитий бляхою ящик для хліба, ще один для солодкої випічки (для цього можна було виділити оббитий цинком або бляхою ящик в шафі), хлібний ніж, дошка для різання хліба, банку з кришкою для скибок хліба, банку для хлібних крихт, лоток для ножів, лоток для ложок, мідні або бляшані миски різних розмірів, товста олов'яна миска для замішування хліба, велике глиняна миска для збивання кексів, кам'яна посудина для дріжджів; кам'яна посудина для бульйону, пила для м'яса, тесак; залізні та дерев'яні ложки; дротяне сито для просіювання борошна; маленьке волосяне сито, дошка для хліба, дошка для м'яса, ступка із залізного дерева, качалка тощо

У кулінарній книзі 1880 Марії Парлоа список предметів склав 93 найменування, в ілюстрованому виданні 1882 року опис кухонного начиння зайняв 20 сторінок. Сара Рорер в кухонній книзі 1886 року включила в список 200 предметів.
На думку відомого кулінара В. В. Похльобкіна мінімальний набір кухонного начиння сучасної господині налічує п'ятдесят предметів, а ідеальний — близько сотні. Серед необхідних предметів Похльобкін назвав 6-8 різноманітних каструль, великий і малий сотейники, до восьми сковорідок, п'ять дечок для випічки, друшляк, сито, решето, 2 ситечка, 2 лійки, 4 ножі, 2 ножиць і точило для них, чайник для кип'ятіння води і два заварювальних чайники, кавник або кавоварку, 3-4 ступки з товкачиком, дерев'яну товкачку, лопаточку, дерев'яний молоток, дерев'яні ложки, 3 обробні дошки, 3 різні качалки, кухонні ложки, м'ясорубку, ручне або електричне пристосування для збивання, часникочавилку, тертку-шатківницю, відкривачку, штопор. Перелік начиння «для любителів готувати» включає ще 16 рядків, в числі яких казан для плову, пельменниця, форми для випічки.

## Матеріали для кухонного начиння
Предмети кухонного начиння можуть виготовлятися з різних матеріалів. У давнину посуд виготовлявся з міді. До початку XX століття мідний посуд став заміняти залізний та фаянсовий У XX столітті популярним став алюміній.
Матеріал, з якого виготовлене начиння, позначається на її споживчих властивостях і може впливати на смак та якість їжі. Посуд, виготовлений з поєднання матеріалів, має найкращі властивості для приготування їжі.

### Метали

#### Мідь

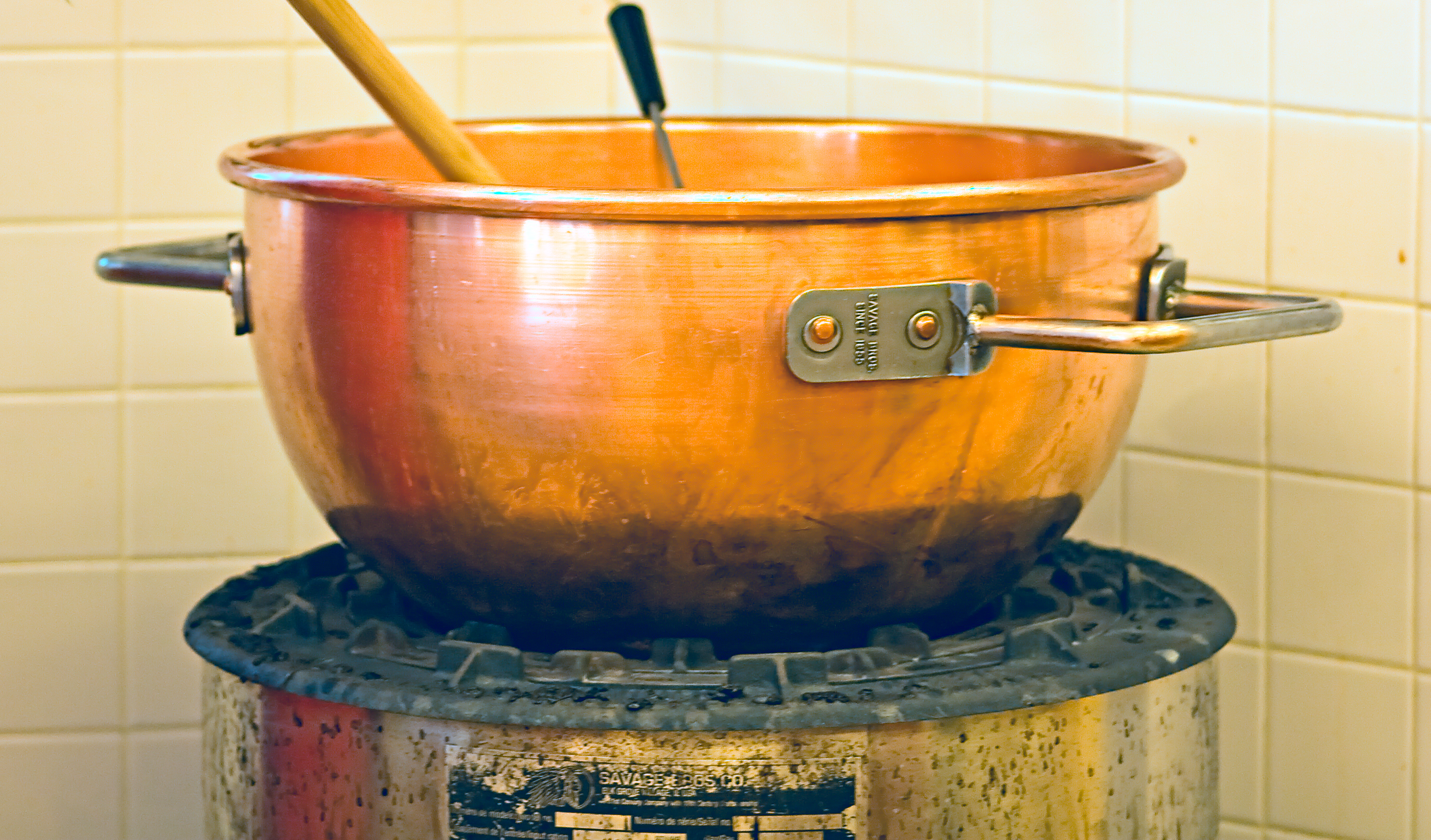

Мідний посуд з'явився близько 10 тисяч років тому. Мідь має хорошу теплопровідність, забезпечує швидкий та рівномірний нагрів. Мідний посуд міцний і виглядає привабливо. Однак, він порівняно важкий і вимагає ретельного чищення від оксидів, що утворюються на його поверхні і не підходить для кислих продуктів. У мідному посуді простіше збиваються білки, зелені овочі стають яскравішими. Постійне вживання їжі, приготовленій в мідному посуді, може бути шкідливим для здоров'я. Для захисту продуктів від контакту з поверхнею міді застосовують покриття оловом (лудіння), а в наші дні — сталлю.
Властивостями, характерними для мідного посуду, володіє і латунне начиння.

#### Залізо

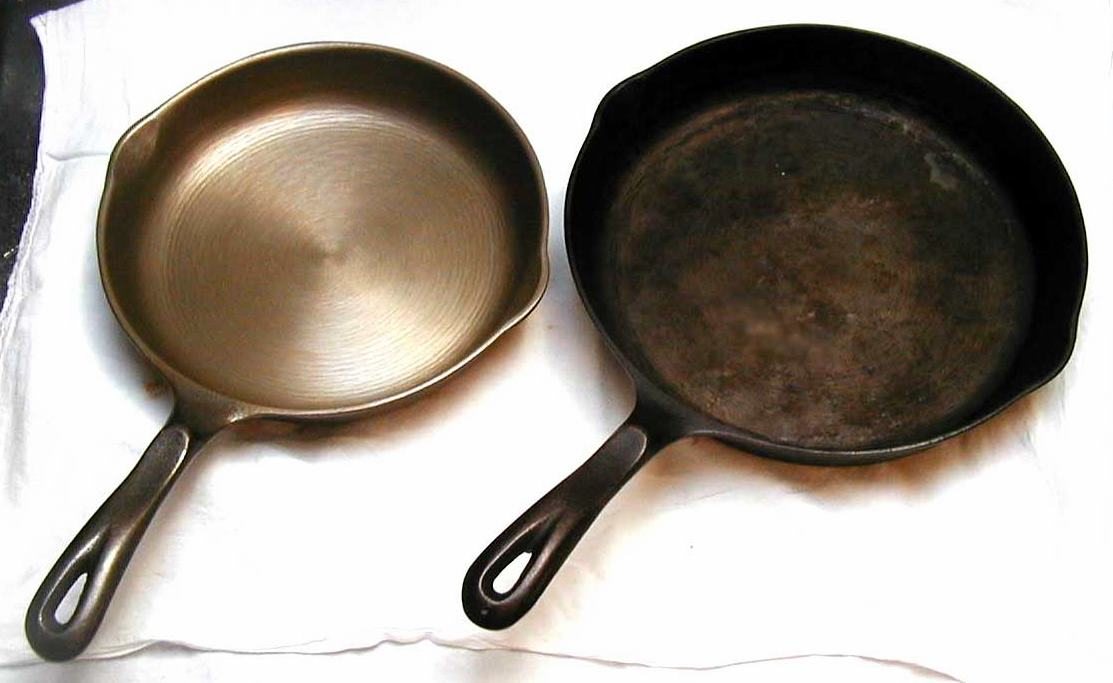

Залізо більш схильне до корозії, ніж луджена мідь. У той же час чавунний посуд практично не піддається корозії, якщо не чистити його до блиску і дати можливість сформуватися на його поверхні захисному шару з полімеризованого жиру. Для цього посуд змащують шаром олії та прогрівають його протягом досить тривалого часу. Посуд із заліза бажано використовувати для смаження або запікання, тобто приготування їжі без участі води, яка є основним чинником корозії. Залізний посуд слід ретельно витирати і висушувати після миття. Нехтування цим правилом може привести до того, що пристосування, що містять частини із заліза, можуть зламатися. При необхідності зберігати залізний посуд та інструменти протягом тривалого терміну радять покривати їх сумішшю жиру із сіллю або парафіном.
Залізний посуд відмінно підходить для приготування їжі при високих температурах, простий в догляді і добре чиститься, порівняно міцний, досить добре тримає тепло. Недоліком його є схильність до ржавіння. Залізний посуд може погіршувати колір продуктів.

#### Емальований посуд

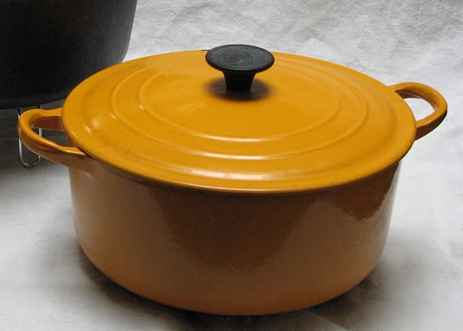

Емалювання, тобто покриття металу шаром розплавленого скла, стали застосовувати на початку XIX століття. Спочатку емаллю покривали чавунний посуд, потім — залізний та сталевий. Емаль виключає контакт їжі з поверхнею металу, такий посуд стійкий до впливу кислот, солей та лугів. При цьому у кухонного посуду шар емалі досить тонкий, щоб не погіршувати теплопровідні властивості металу і не перешкоджати тепловому розширенню. Їжа в емальованому посуді часто пригорає, тому зазвичай її використовують для приготування перших страв та варіння овочів. Емальований посуд не підходить для кип'ятіння молока та варіння молочних каш. Емальований посуд досить міцний, але вимагає досить обережного поводження, щоб на емалі не утворилися відколи, а при зануренні нагрітого посуду в холодну воду емаль може розтріскатися. Посуд зі сколеною емаллю для приготування їжі не годиться.

#### Сталь

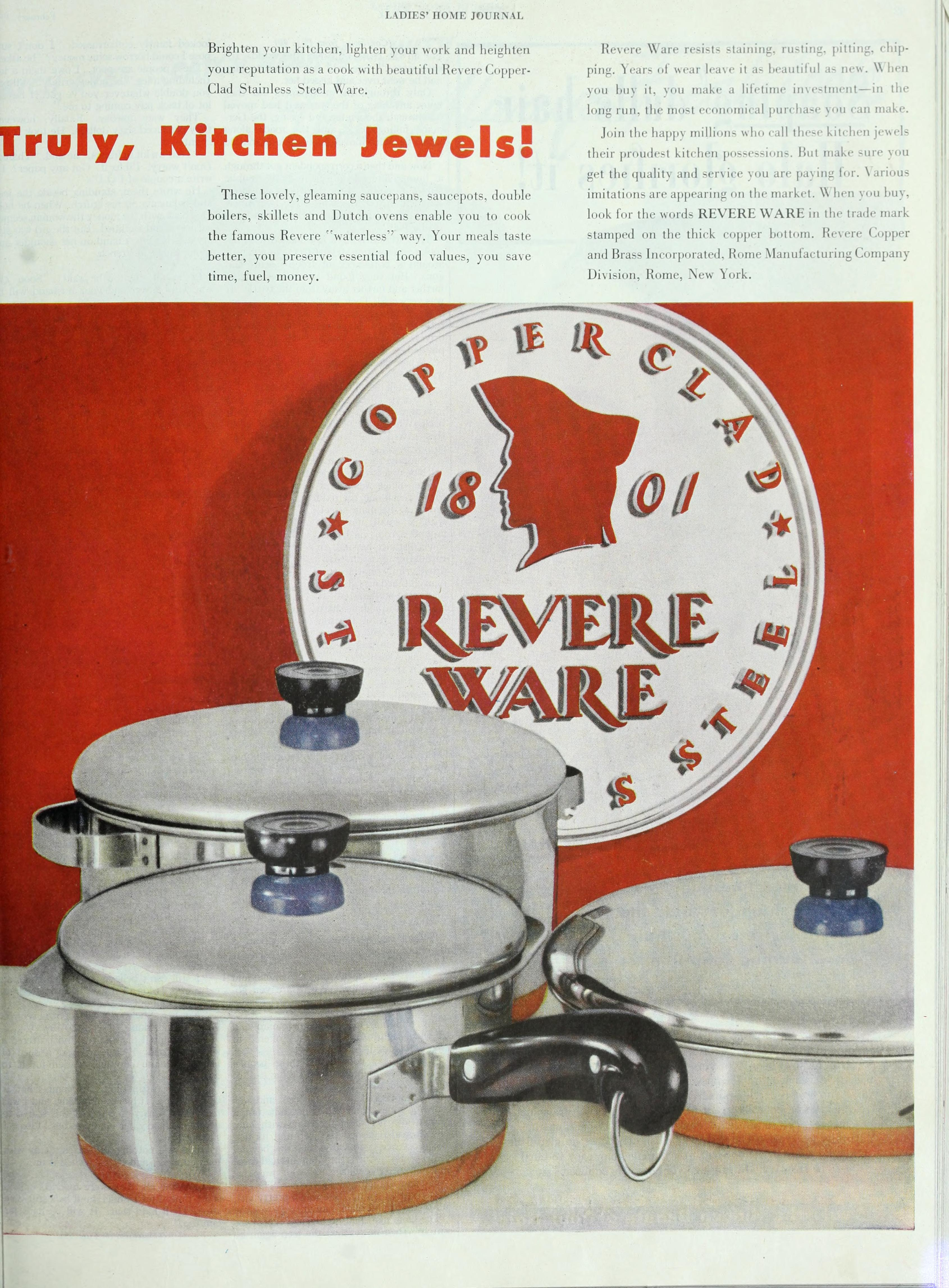

Посуд зі сталі — сплаву заліза з вуглецем з додаванням хрому та нікелю — на відміну від залізного посуду не іржавіє. Захист від іржі забезпечує товста плівка оксиду хрому, що утворюється на поверхні сталевого посуду. Однак сталеве начиння дорожче залізного й чавунного і гірше проводить тепло. Для поліпшення теплопровідності дно сталевого посуду забезпечують вставками з міді або алюмінію (біметалевий посуд). Для миття посуду з нержавіючої сталі не слід використовувати засоби, що містять кислоту або надмірно лужні. Для збереження блиску зовнішні стінки посуду необхідно відразу після миття витирати м'яким рушником.
Зі сталі виготовляють посуд з антипригарним (найчастіше тефлоновим) покриттям. Такий посуд краще використовувати при низькій і середній температурі і оберігати його від подряпин: для роботи з ним потрібно застосовувати дерев'яну ложку або лопаточку.

#### Алюміній
Алюміній застосовують для виробництва кухонного начиння лише з першої половини XX століття. Перевагою алюмінію у порівнянні з іншими матеріалами є: забезпечення хорошої теплопровідності (на порядок вище, ніж у сталі), хімічна інертність при високих температурах, низька токсичність; оксиди алюмінію, що утворюються на поверхні посуду, прозорі та не змінюють колір їжі. Алюмінієвий посуд легкий та міцний. До недоліків відноситься несумісність алюмінію з кислотами, які руйнують поверхневий захисний шар на стінках посуду, а також з лужними мийними засобами. Білі та світлі продукти в алюмінієвому посуді можуть потемніти. Є думка, що алюмінієвий посуд краще не використовувати для приготування їжі, в ньому допустимо лише кип'ятити воду.

### Кераміка

#### Глазурована кераміка, фаянс та порцеляна

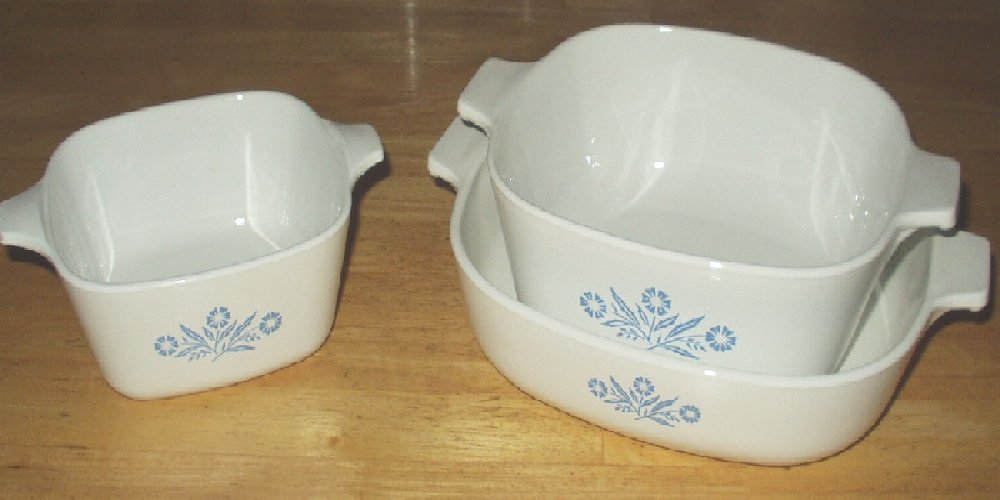

Керамічний посуд тендітний і не переносить значні перепади температур, які нерідко потрібні в кулінарії. Глазур, якою вкритий керамічний посуд, може містити отруйний свинець, через це в деяких країнах використовувати кераміку для приготування їжі та зберігання кислих продуктів заборонено.
Крім схильності до температурному шоку, кераміка вимагає настільки ж дбайливого поводження як зі склом, оскільки глазур легко сколюється. В іншому глазуровані вироби довговічні, легко чиститься і не взаємодіють з кислотою, хоча використовувати його для роботи з сильними лугами не можна.
Кераміка, фаянс та порцеляна можуть використовуватися одночасно для приготування і сервірування страви. Крім того, це дозволяє не мити зайвий посуд, деякі рецепти передбачають подачу страви на стіл в тому посуді, в якій вона готувалася. Ці матеріали досить довговічні та відмінно підходить для повільної теплової обробки їжі, в першу чергу, запікання в духовій шафі або печі. При цьому для приготування їжі з використанням прямих джерел тепла, наприклад, на відкритому вогні, такий посуд не годиться. Завдяки низькій теплопровідності кераміка відмінно підходить для мікрохвильових печей.

#### Глина
Неглазурований глиняний посуд — «дихальний» натуральний матеріал, який не має аналогів. Страви, приготовані в глиняному посуді, мають специфічний аромат та вишуканий смак. Рибні, м'ясні та грибні страви, каші виходять особливо смачними, якщо приготовлені в глиняному посуді. Завдяки унікальній здатності глини регулювати температуру та вологість глиняні горщики використовуються для зберігання продуктів. В обпаленому глиняному посуді молоко може зберігатися протягом чотирьох діб, цибуля і часник в ньому не гниють, варення не зацукровується, крупи не пошкоджуються жучком. Чай і кава в глиняному посуді довго залишаються гарячими. При цьому неглазурована кераміка не вступає в хімічні реакції з їжею, не містить токсичних речовин, не виділяє їх при нагріванні та абсолютно безпечна при приготуванні в ній страв. Існує кілька типів керамічного посуду: теракота, кераміка з червоної і чорної глини.
Глиняний посуд найкращим чином підходить для повільного приготування їжі, може використовуватися в електричних та мікрохвильових печах і навіть в дров'яних плитах. Але не варто поміщати глиняний посуд в сильно розігріту (до 220—250) духовку, від цього він може розколотися. Не підходить він для приготування їжі на відкритому вогні і не витримує значний перепад температур. Завдяки пористій поверхні глини страви в горщиках виходять особливо соковитими та м'якими. Кава, приготована в глиняному посуді, дуже ароматна. Глиняний посуд потребує ретельного догляду, його не можна терти металевими мочалками. Зберігати глиняний посуд потрібно в сухому місці.

#### Скло

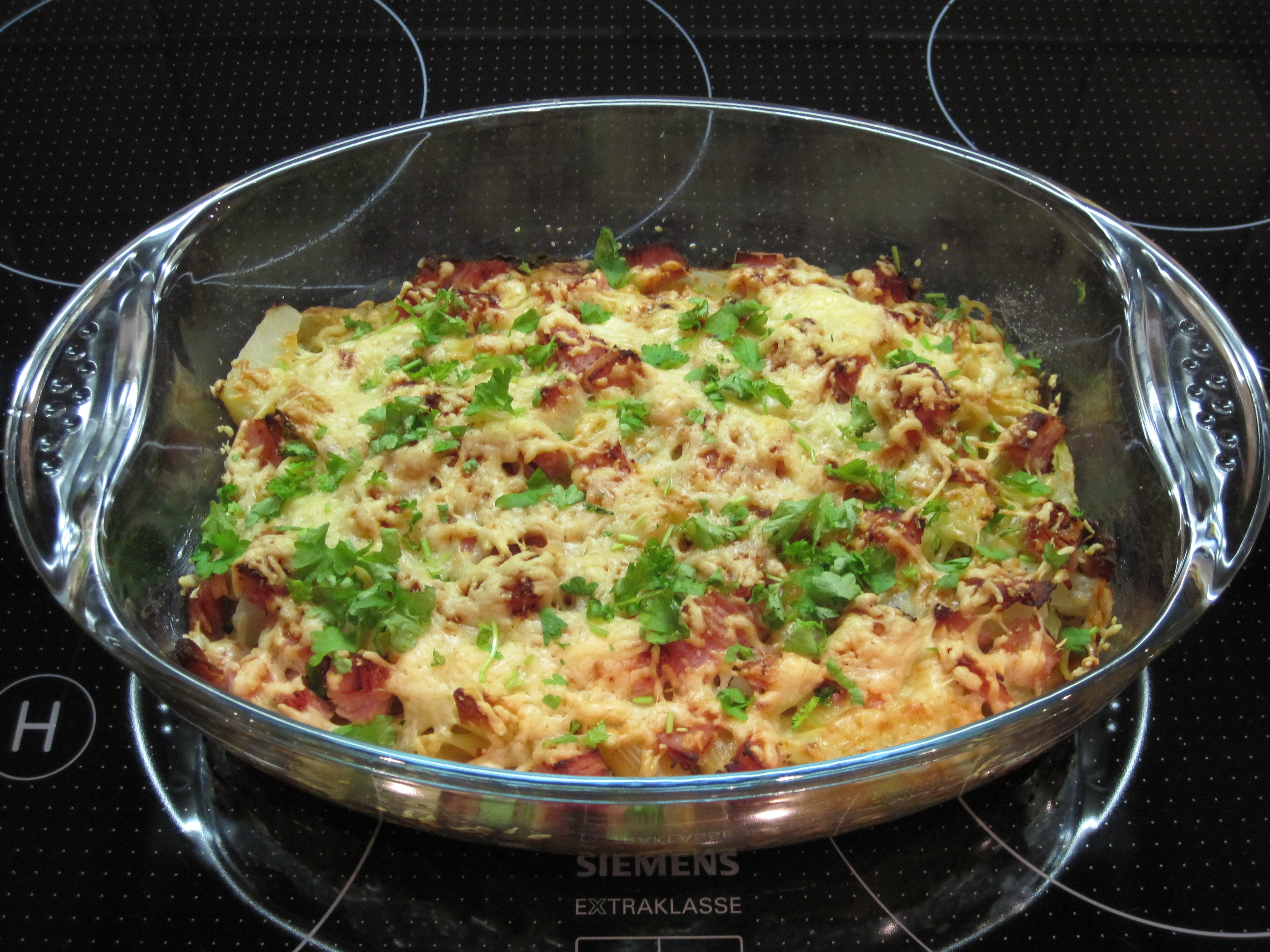

Кухонне начиння з жароміцного скла може використовуватися в мікрохвильових печах та духовках. На склокерамічних і газових плитах скляний посуд слід використовувати з обережністю. Посуд тендітний і потребує відповідного догляду. Їжа, приготована в скляному посуді, має відмінний смак. Зі скла виготовляють ємності для холодних продуктів та рідин, скляний посуд можна використовувати при подачі страв на стіл.

### Пластмаса
Посуд з термопластику використовується в діапазоні температур від -40 до 150 °C, в ньому можна заморожувати та зберігати продукти, готувати в мікрохвильовій печі. Пластмасовий посуд легкий та ергономічний.